# Gui’ao (sockenhuvudort i Kina, Zhejiang Sheng, lat 28,17, long 120,35)
Gui'ao (kinesiska: 贵岙, 贵岙乡) är en sockenhuvudort i Kina. Den ligger i provinsen Zhejiang, i den östra delen av landet, omkring 230 kilometer söder om provinshuvudstaden Hangzhou. Antalet invånare är 1 613. Befolkningen består av 786 kvinnor och 827 män. Barn under 15 år utgör 12,0 %, vuxna 15-64 år 57 %, och äldre över 65 år 29,0 %.
Runt Gui'ao är det mycket tätbefolkat, med 2 915 invånare per kvadratkilometer. Närmaste större samhälle är Wenxi, 3,6 km öster om Gui'ao. I omgivningarna runt Gui'ao växer i huvudsak blandskog.
Genomsnittlig årsnederbörd är 2 331 millimeter. Den regnigaste månaden är juni, med i genomsnitt 383 mm nederbörd, och den torraste är januari, med 67 mm nederbörd.